# Culture de Peiligang
Objets typiques
Poterie
La culture de Peiligang (chinois : 裴李崗文化 ; pinyin : Péilǐgāng Wénhuà) est une culture archéologique de la période de néolithisation (7000 - 5000 av. J.-C.) de la Chine. Plus de 120 sites découverts dans le bassin du fleuve Jaune, en Chine, sont rattachés à cette culture. Elle présente de fortes similitudes avec la culture de Cishan, si bien qu'elles sont parfois considérées comme un ensemble culturel unique : Cishan-Peiligang. Elles ont été précédées par une longue période prénéolithique, dispersée et sans continuité, de chasseurs et cueilleurs de céréales sauvages semi-sédentarisés. La culture de Peiligang, en complément de la chasse et de la cueillette, a commencé à pratiquer la culture du millet des oiseaux. C'est le lieu de la première domestication connue du millet conjointement avec la culture de Cishan.

## Historique

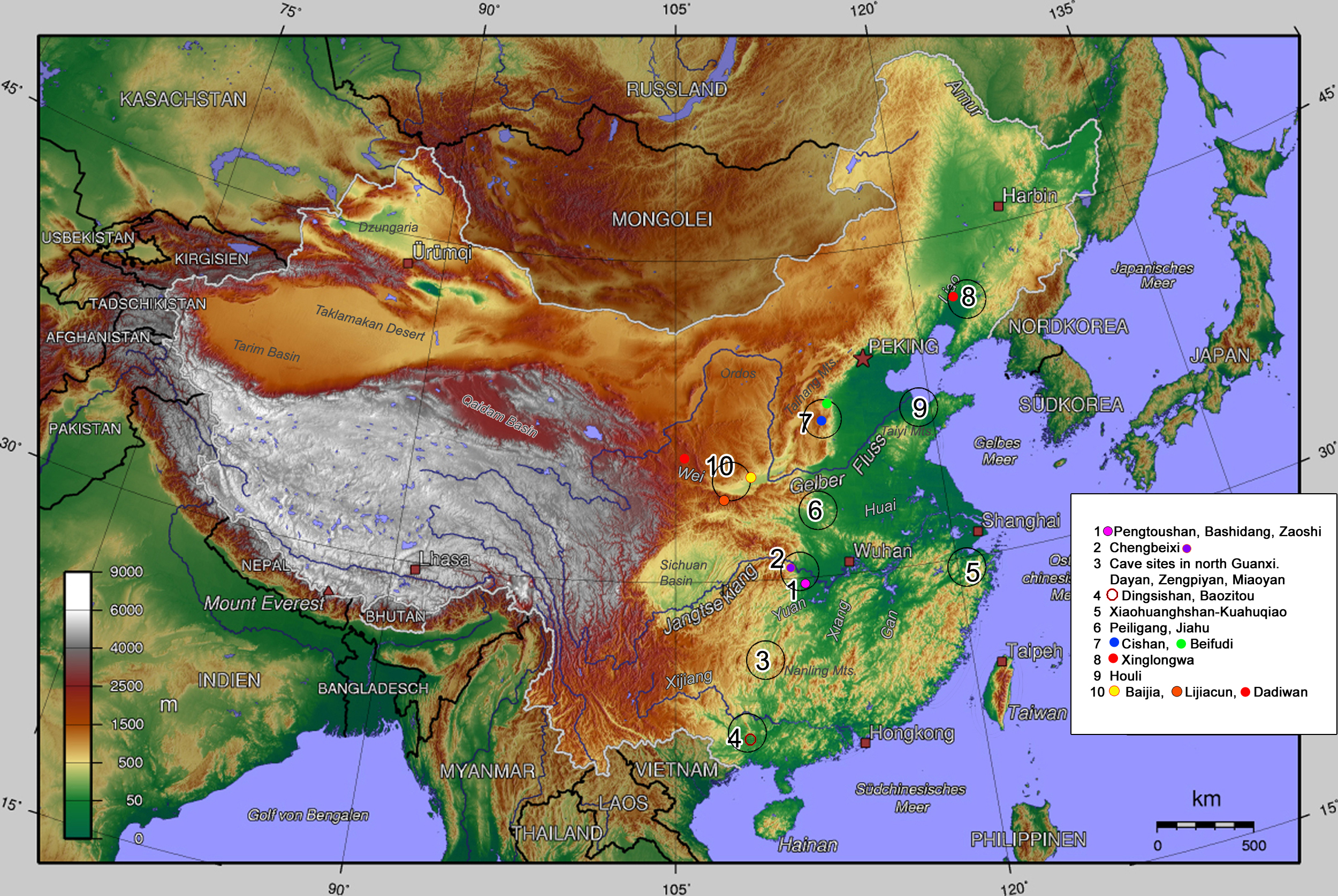
Néolithisation et premières cultures néolithiques en Chine

Le site de Peiligang, près de Xinzheng, dans le Henan, a été découvert en 1976. De nombreux autres sites ont été découverts par la suite. Jiahu, découvert en 1962, est aujourd'hui considéré comme le plus grand site relevant de la culture de Peiligang. Les premières céramiques relevant de cette culture ont été mises au jour en 1962 dans le Henan

## Aire géographique
Les sites de la culture de Peiligang sont dispersés sur une vaste surface de plaines vallonnées environnant le cours moyen du fleuve Jaune, dans la région centrale du Henan, autour de Zhengzhou, et vers le Sud presque jusqu'au Huai He.

## Chronologie
Selon les datations au carbone 14, la culture de Peiligang a existé d'environ 7000 à 5000 av. J.-C..

## Habitat
Les villages couvrent entre quelques centaines de mètres carrés et quelques hectares. Sur la plaine alluviale les installations sont relativement plus grandes, comme celle de Jiahu (5 ha) à Wuyang et Tanghu (30 ha) sur Xinzheng, qui ont dû être occupées toute l'année.
En fonction de leur environnement, on peut distinguer les traces de villages entre les collines, petits et avec de bien rares dépôts, ou dans les plaines, plus étendus avec des restes plus riches et plus complexes. Ce pourrait être le signe de différents modes de subsistance et de résidence, avec des campements saisonniers sur les collines, et d'éventuelles différences en termes de « complexité » ou de « hiérarchie » sociale embryonnaire.

## Mode de subsistance
De récentes fouilles effectuées sur le site de Jiahu (à Wuyang) montrent que les pratiques de chasse, pêche et cueillette ont longtemps prévalu avant que la production agricole ne prenne une certaine importance, au cours des 1 500 ans pendant lesquels ce lieu a été occupé.
Les restes d'animaux permettent de se faire une idée du cadre naturel dans lequel s'est développée la culture de Peiligang. De nombreuses traces de bovins, de cerfs et d'ovins semblent indiquer l'existence de nombreuses espèces disponibles pour la chasse. Les restes d'animaux aquatiques, poissons, alligators, moules d'eau douce, montrent la richesse des cours d'eau et des marais. Le climat semble avoir été à peu près le même qu'aujourd'hui. La flore était tout aussi riche : glands, noix, noisettes, jujube, prunes et châtaignes d'eau. Tandis que la chasse et la cueillette apportaient à cette économie de prédation l'essentiel des ressources alimentaires, on y a élevé aussi des porcs et des chiens, les seuls animaux d'élevage.
On a trouvé sur les sites de Peiligang de nombreuses faucilles denticulées et des meules de pierre et leur rouleau broyeur, et ces meules représentent entre 14 % et 39 % des outils. Cependant les faucilles ont pu être utilisées aussi bien pour couper des céréales que d'autres plantes, et des analyses faites sur des restes déposés sur les meules montrent que celles-ci étaient surtout utilisées pour écraser des glands, et dans une moindre proportion des grains de soja, des tubercules et du millet.
On a longtemps considéré que Peiligang avait atteint un haut niveau d'agriculture, mais les relevés archéologiques montrent aujourd’hui que ces populations ont pratiqué un large spectre d'approvisionnement dans lequel la production agricole ne représente qu'une faible part de l'ensemble, bien qu'elle ait été en progression constante sur la période.
La culture de Peiligang est caractérisée par de très anciens témoignages de culture du millet. Mais le site de Shangshan (9400 - 6600 av. J.-C.), dans la plaine alluviale située en amont du fleuve Puyang (en) montre des chasseurs-cueilleurs pratiquant une céramique primitive, poreuse et cuite à basse température, et consommant du riz sauvage ou en cours de domestication. « Les chasseurs-cueilleurs du début de l'Holocène s'étaient lancés dans l'exploitation intensive de noix et de céréales (riz sauvage et millet) ». Le riz, identifié comme étant domestiqué, ne représente alors que 10 % des résidus végétaux, ce qui suggère que les habitants de la culture de Peiligang se sont surtout nourris de plantes sauvages.

## Céramique
Avec celle de Cishan (Chine) et celles de Hassuna et Samarra en Mésopotamie, c'est l'une des premières cultures ayant produit une céramique de grande qualité.
Des céramiques grossières ont été produites très tôt en Chine par des populations de chasseurs cueilleurs du Paléolithique récent, en Chine du Sud dans la grotte de Yuchanyan (Hunan), dans celle de Zengpiyan (Guangxi) et dans celle de Xianren. Datées de 17 000 à 16 000 ans avant le présent (AP), ce sont peut-être les plus anciennes poteries connues dans le monde, légèrement antérieures aux premières poteries du Japon, trouvées sur les sites de Simomouchi et d'Odai Yamamoto et datées d'environ 15 000 ans AP. Toutefois, des tessons de poterie de la grotte de Xianren auraient été datés de 19 000 à 20 000 ans AP.
La poterie de Peiligang, variée, permet la cuisson et offre divers plats ou jarres pour la conservation des aliments. Certains tiennent sur trois petits pieds, comme les tripodes traditionnels en Chine. Les céramiques sont de deux types : la poterie ordinaire et celle à grain sableux. Ces différences tiennent autant à des modes de vie différents qu'aux techniques en usage pour la création d'objets d'utilité courante. Les pièces à consistance sableuse servaient à la cuisson, tandis que les terres cuites ordinaires servaient aux autres usages. Toutes ces pièces étaient plus ou moins poreuses et fragiles. La teinte rouge pouvait avoir des nuances orange et ocre, quelques-unes étant grises. Sur le site de Jiahu, des jarres à col assez large semblent avoir contenu des boissons fermentées à base de riz, de miel, de baies d'aubépine et/ou de grains de raisin.
On trouve aussi des outils de pierre taillée et de pierre polie.

## Jiahu

### Habitat
Le site de Jiahu, occupé sur la longue durée, de 7000 à 5000 av. J.-C., a livré 45 maisons, de nombreuses fosses de stockage, quelques fours et des cimetières. Tout étant assez rapproché, les installations nouvelles sont construites sur d'anciens emplacements. Les maisons, les silos enterrés et les cimetières constituent des zones de regroupement qui témoignent d'une grande constance dans l'organisation spatiale. La majorité des habitations ne dépassent guère les 10 m2. Elles sont la plupart du temps rondes et semi-enterrées. Leur sol comporte d'épaisses couches de dépôts : tessons, outils usagés et restes de faune et de flore. L'interprétation de ces restes semble montrer une population qui continue de pratiquer d'anciennes coutumes de vie itinérante tout en donnant des signes d'une adaptation partielle à la vie sédentaire. L’ensemble des restes d'objets impliqués dans une pratique de production agricole représente seulement 6,8 % de l'ensemble des objets façonnés et utilisés au début de l'installation et cette proportion s'élève à 53,4 % lors de la phase finale. Tandis qu'une part importante de la population continuait à pratiquer chasse et collecte, la part du travail de production liée à la vie sédentaire n'a fait que croitre. La santé physique de la population a baissé, ce qui semble indiquer une réduction de la diversité alimentaire causée par la pratique agricole et la vie sédentaire.

### Sépultures
Les archéologues pensent que les communautés Peiligang étaient assez égalitaires, avec une « organisation politique » embryonnaire. Les différences entre les tombes et leurs dépôts restent peu importantes, bien que certaines tombes aient contenu des instruments de musique et ces singulières carapaces de tortue, tortues néanmoins d’une espèce commune à cette époque et en ce lieu. Cependant, il est à noter que les tombes contenant des meules étaient systématiquement des tombes de femmes, tandis que les tombes contenant de grandes quantités d’articles de chasse et de pêche étaient habituellement des tombes d’hommes. Les tombes à objets rituels (carapaces de tortues et flutes) étaient généralement plus grandes et plus riches en dépôts divers. Dans cette société globalement égalitaire, certains étaient attachés à des fonctions spécifiques et peut-être considérés avec un statut spécial.

### Carapaces de tortues
Les tombes tardives du site de Jiahu contenaient des objets remarquables : des carapaces de tortues perforées, avec par exemple 7 perforations dans la partie supérieure et plusieurs dans la partie inférieure conservée. D'autres portaient des marques incisées. Ce pourrait être des offrandes funéraires, typiques de la culture de Beixin-Dawenkou, située à l'est de Peiligang. Des carapaces identiques associées à environ 10 petits cailloux ont été déposées de chaque côté du défunt dans une tombe du site de Dawenkou. Certains ont interprété ces carapaces comme des « hochets » (ou crécelles).

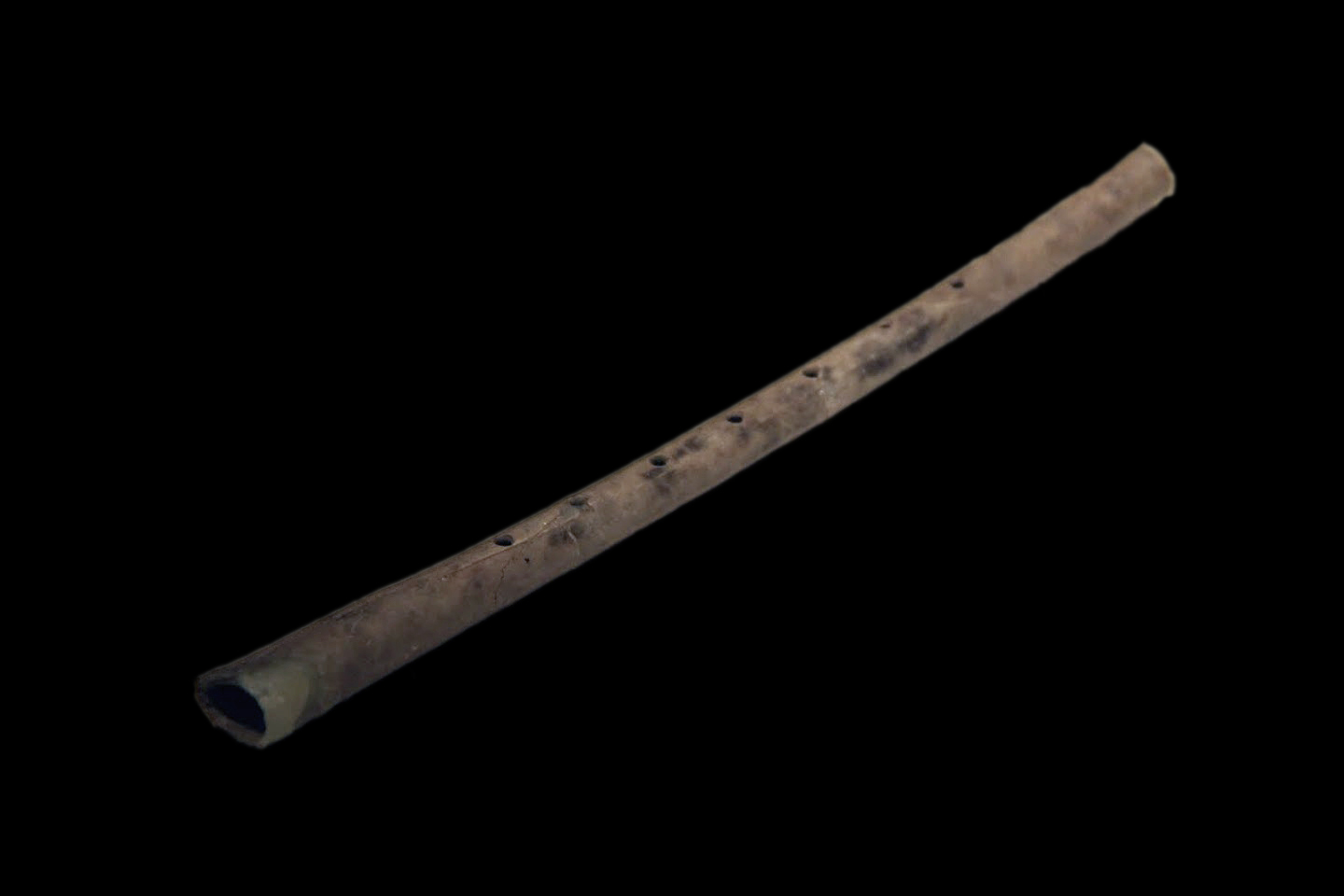
Flute en os. Culture de Peiligang. Découverte en 1987 dans le xian de Wuyang, Henan. Musée national de Chine

Certaines écailles de tortues comportent des incisions identifiables comme des signes. Elles datent du VIe millénaire av. J.-C. Il ne s'agit pas d'une écriture proprement dite mais de signes indéchiffrés. Les inscriptions sur os de tortues bien plus tardives destinées à la divination datent de la fin de la dynastie Shang, à la fin du IIe millénaire av. J.-C..

### Flutes en os
Des flutes en os datant du VIIe millénaire av. J.-C. et comportant sept trous, découvertes sur le site de Jiahu, figurent parmi les plus anciens instruments à notes multiples connus en Chine. Leur complexité est d'autant plus importante qu'elles sont plus récentes. L'une d'elles comporte huit trous et peut jouer une gamme musicale complète.

### Soie
Une étude publiée en 2016 aurait identifié le plus ancien tissu de soie, vieux de plus de 8 500 ans, sur le site de Jiahu.

## Galerie

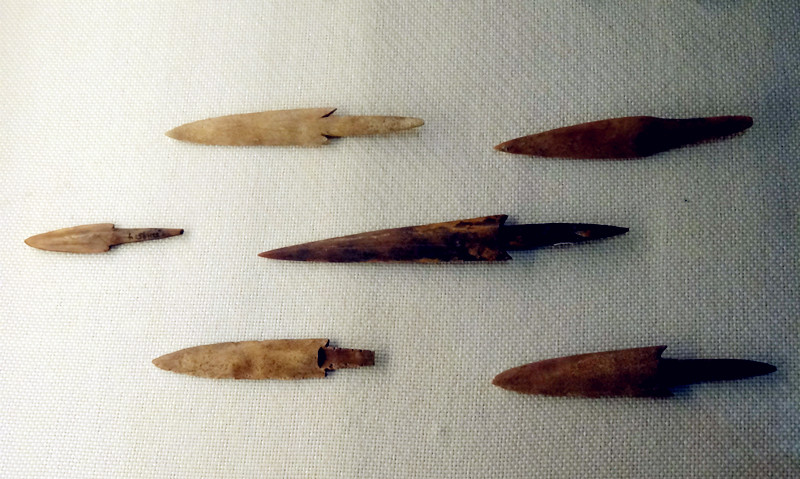
Pointes de flèches en os[26]. Site de Jiahu. Musée du Henan (Henan Provincial Museum), Zhengzhou
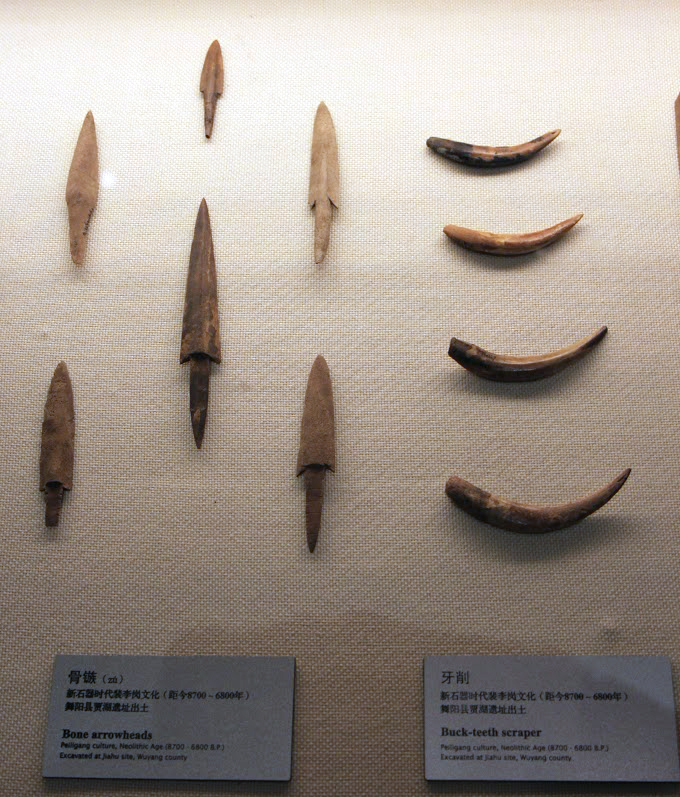
Pointes de flèches en os et racloirs en corne. Culture de Peiligang (v.6000-5200), Jiaxian, Henan. Henan Provincial Museum, Zhengzhou
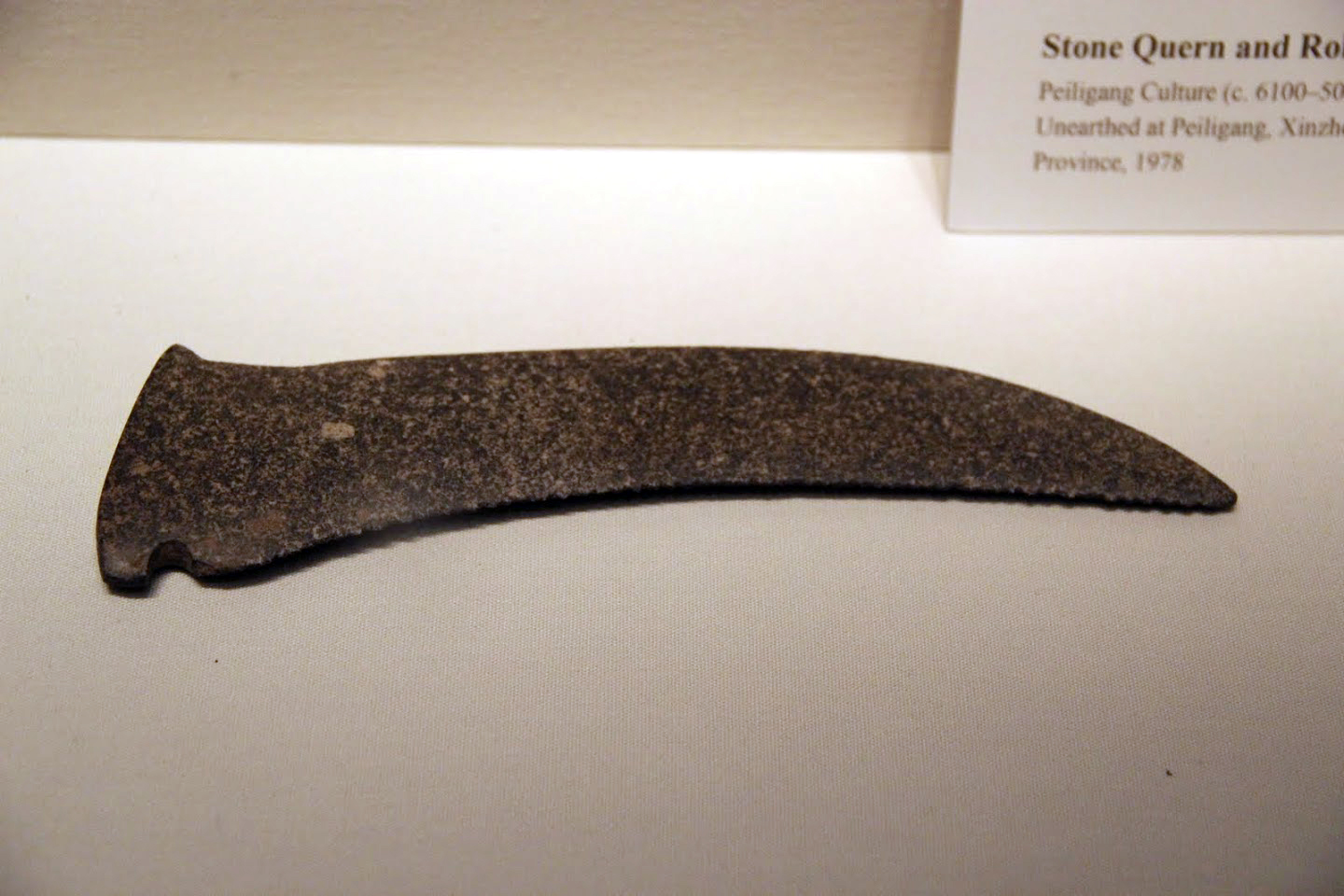
Faucille dentée de pierre polie et retaillée pouvant se fixer sur un manche. Culture de Peiligang, Jiaxian, Henan. Musée national de Chine, Pékin
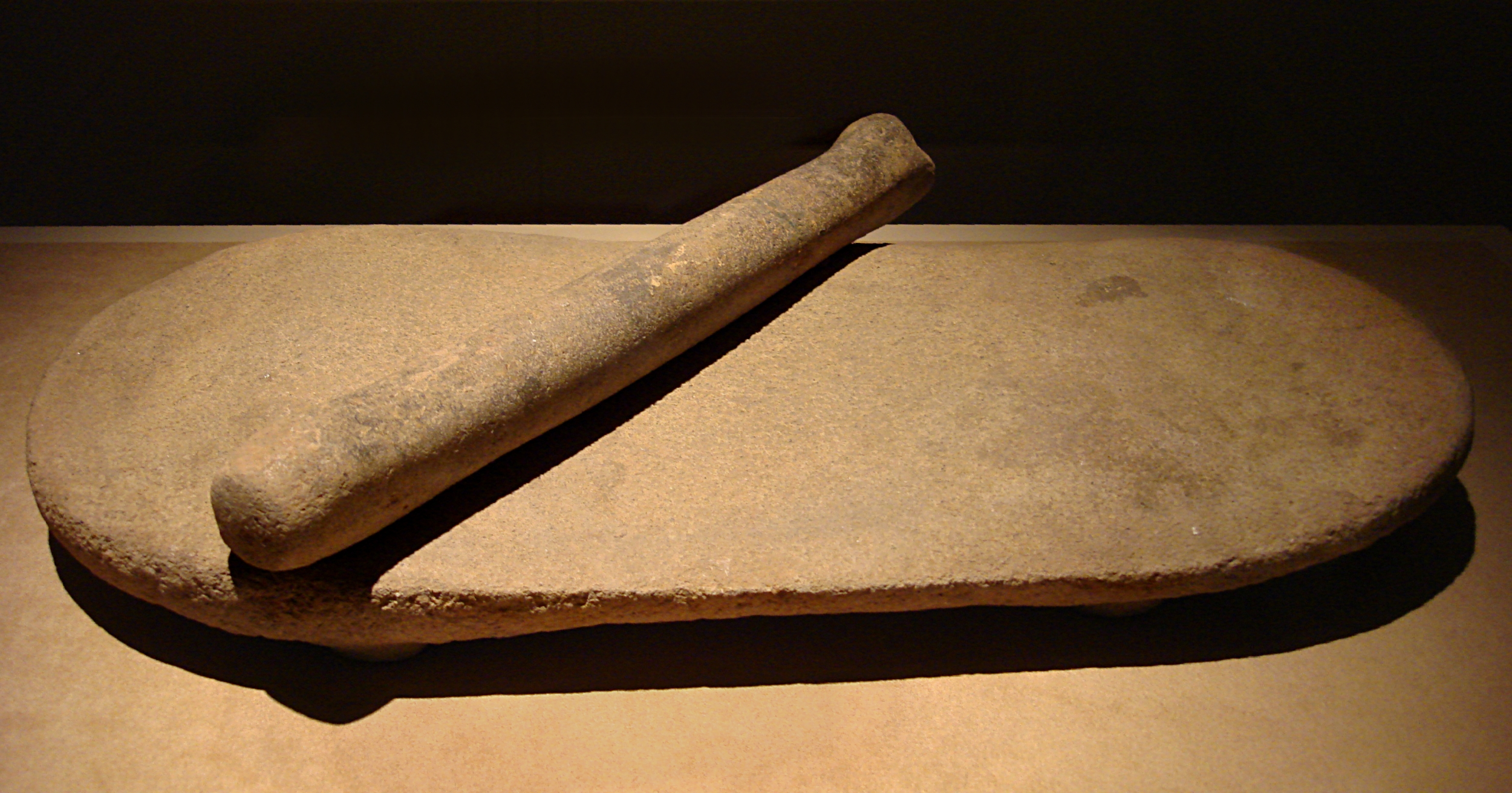
Meule sur 4 pieds et son rouleau broyeur, servant de molette[N 3]. Grès jaune. Culture de Peiligang, Xinzheng, Henan. Musée national de Chine, Pékin
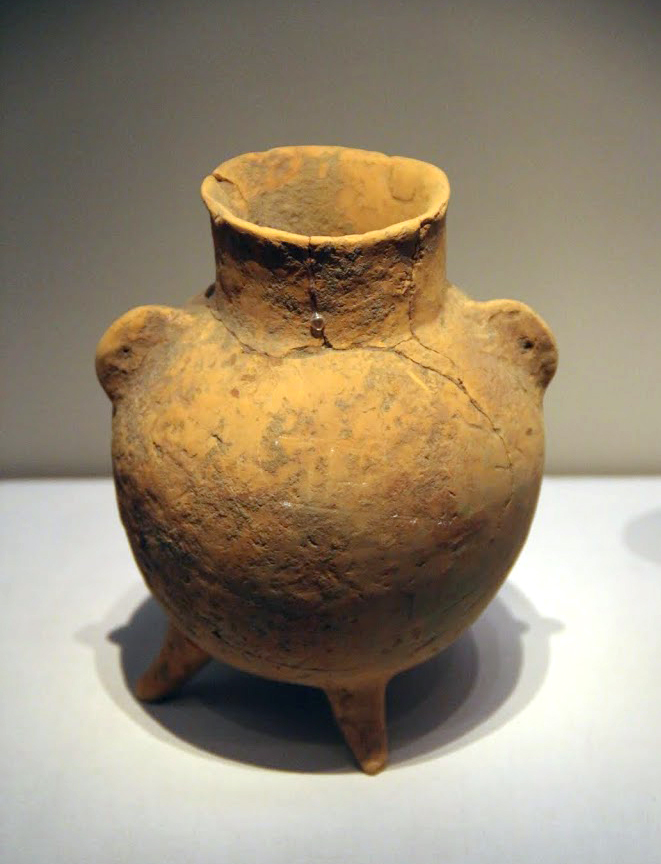
Petite jarre tripode. Terre cuite claire. Xinzheng, Henan, en 1978. Musée National de Chine, Pékin
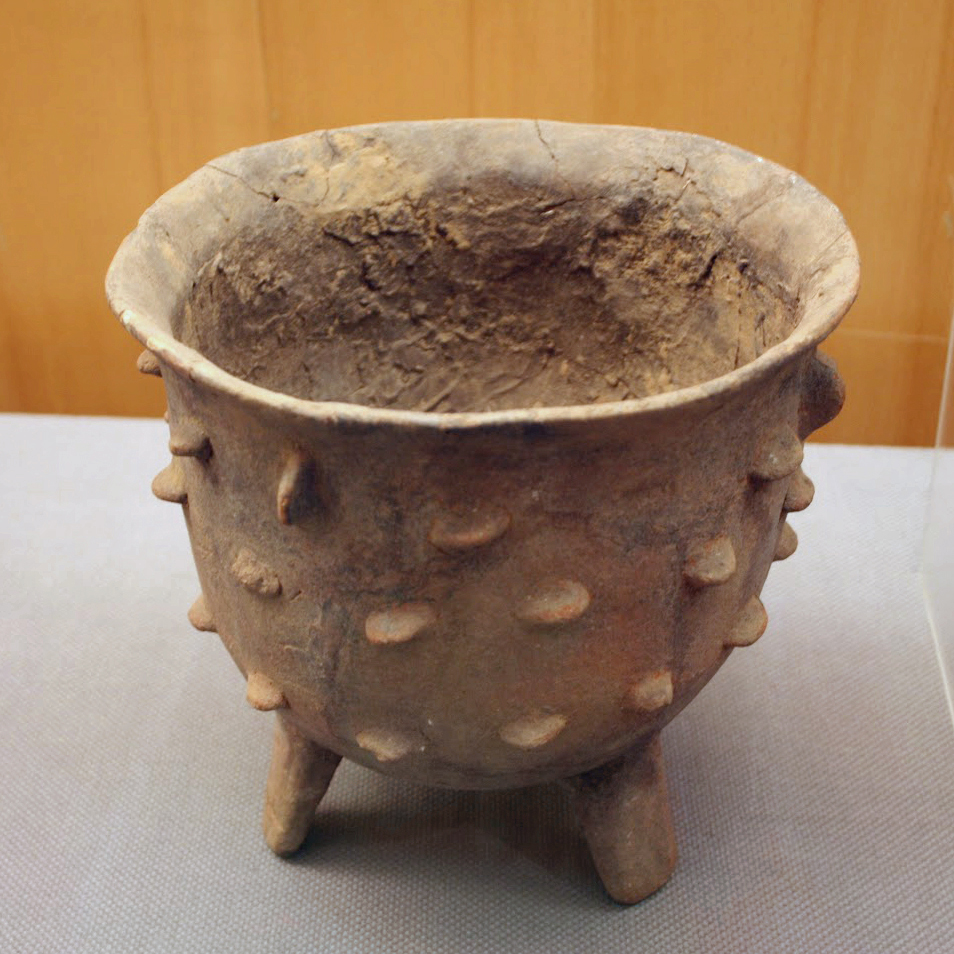
Tripode type ding, décor de tenons en relief. Terre cuite, traces de suie. H. 21,6 cm. Culture de Peiligang. Musée Provincial du Henan, Zhengzhou
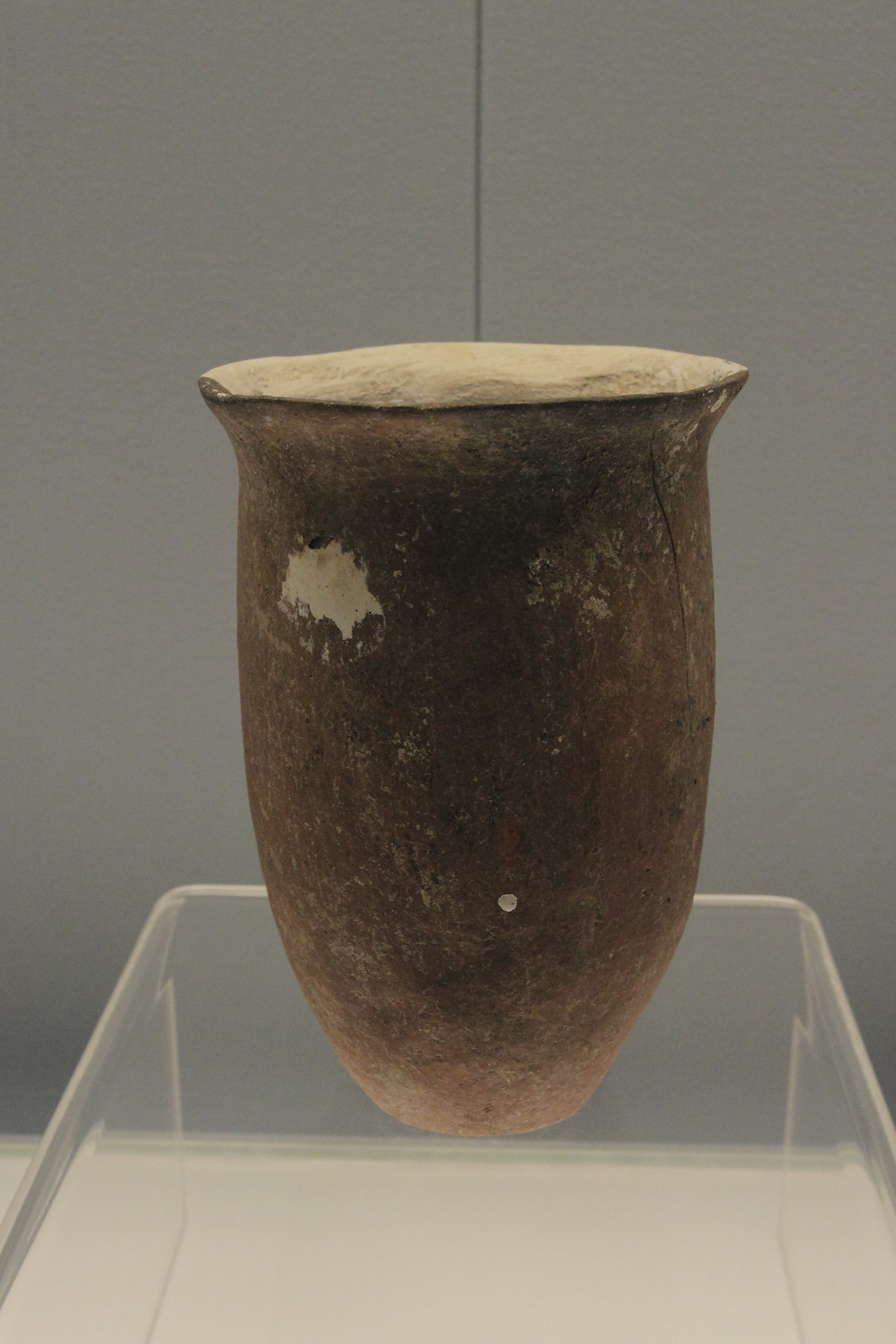
Petite jarre en terre cuite rouge à panse profonde. Culture de Peiligang. Musée de Shanghai